# Wierchniaja Tojma (obwód archangielski)
Wierchniaja Tojma (ros. Верхняя Тойма) – wieś (sieło) w Rosji, w obwodzie archangielskim, ośrodek administracyjny rejonu wierchnietojemskiego. W 2010 liczyła 3462 mieszkańców.